# Kokon (film)
Kokon (ang. Cocoon) – amerykański film fantastycznonaukowy z 1985 roku w reżyserii Rona Howarda, z Donem Amechem, Wilfordem Brimleyem, Hume’em Cronynem i Brianem Dennehym w głównych rolach. Zdjęcia kręcono na Florydzie oraz na Bahamach.
Film zdobył w 1985 roku dwa Oscary: dla najlepszego aktora drugoplanowego dla Dona Ameche oraz za efekty specjalne.

## Opis fabuły
Około 10 tys. lat temu przybysze z planety Antarea wylądowali na wyspie na Atlantyku. Wyspa później została przez Ziemian nazwana Atlantyda. Gdy została ona zniszczona dwudziestu przybyszów pozostało pod wodą. Współcześnie przybywający do miasteczka na Florydzie kosmici mają zamiar, pozostawionych na dnie morza współziomków, zabrać z powrotem. Wydobywane z wody kokony z ukrytymi w ich wewnątrz przybyszami składają w basenie w wynajętej willi. Pensjonariusze pobliskiego domu spokojnej starości za zgodą dowódcy Antaran, Waltera (Brian Dennehy) kąpią się w nim. Wkrótce okazuje się, że w magiczny sposób odzyskali oni wigor, siły witalne i są w doskonałych nastrojach, osiągając pełnię życia fizycznego i psychicznego. Poprawa nastąpiła dzięki wodzie, w której pływali. Perypetie pływających w ożywczej wodzie Bena (Wilford Brimley), Arthura (Don Ameche) i Joego (Hume Cronyn) sprawiają, że sytuacja budzi zainteresowanie.
Walter wyjaśnia, że okazało się, iż kokony nie będą mogły jednak przetrwać podróży kosmicznej, a jedynym dla nich rozwiązaniem jest pozostać na Ziemi. Z pomocą Jacka, Bena, Arthura i Joe przenoszą kokony do oceanu. Oferuje im w zamian podróż do świata, w którym nigdy nie będą chorzy, nigdy się nie zestarzeją i umrą...

## Obsada
- Don Ameche – Arthur „Art” Selwyn
- Wilford Brimley – Benjamin „Ben” Luckett
- Hume Cronyn – Joseph „Joe” Finley
- Brian Dennehy – Walter
- Jack Gilford – Bernard „Bernie” Lefkowitz
- Steve Guttenberg – Jack Bonner
- Maureen Stapleton – Marilyn „Mary” Luckett
- Jessica Tandy – Alma Finley
- Gwen Verdon – Bess McCarthy
- Herta Ware – Rosie „Rose” Lefkowitz
- Barret Oliver – David
- Jean Speegle Howard – Kobieta
- Tahnee Welch – Kitty
- Linda Harrison – Susan
- Jorge Gil – Lou Pine
- Tyrone Power Jr. – Pillsbury
- Clint Howard – John Dexter
- Charles Lampkin – Pops
- Jorge Gil – Lou Pine
- Wendy J. Cooke – Obcy
- Pamela Prescott – Obcy
- Dinah Sue Rowley – Obcy
- Gabriella Sinclair – Obcy
- Fred Broderson – Kirk
- Irving Krone – Jasper
- Tracy Roberts – Bar Patron